# بيار فرعون
بيار فرعون (26 يناير 1925-16 يناير 1999) هو وزير ونائب لبناني سابق. انتخب نائبا عن قضاء جزين عام 1968. عين نائبًا لرئيس المجلس الأعلى لطائفة الروم الكاثوليك في 1991 عين وزيرًا للبيئة في حزيران 1995 خلفا للوزير جوزيف مغيزل.